# Mohamed Nasir Abbas
Mohamed Nasir E. Abbas (né le 1er janvier 1996 au Soudan) est un athlète qatarien, spécialiste du 400 m et du 800 m.